# Partit Pirata (Islàndia)
El Partit Pirata (en islandès: Píratar) és un partit polític d'Islàndia sorgit al 2012 centrat en els drets civils a l'era digital, la democràcia directa, la transparència i la lluita per un govern obert.

## Història
El Partit Pirata Islandès va ser fundat el 24 de novembre de 2012 per Smári McCarthy i diversos activistes d'Internet, inclosa Birgitta Jónsdóttir. En la seva primera participació electoral, a les eleccions parlamentàries de 2013, els Pirates van aconseguir el 5,1% dels vots, just per sobre del llindar del 5% necessari per guanyar representació a l'Alþingi. Els tres membres elegits, Birgitta Jónsdóttir, Helgi Hrafn Gunnarsson i Jón Þór Ólafsson, van ser els primers pirates elegits per a qualsevol legislatura nacional del món. A les eleccions de 2016, 
Durant aproximadament un any, des de l'abril del 2015 fins a l'abril del 2016, el partit va encapçalar constantment les enquestes per a les següents eleccions legislatives, amb un suport aproximadament similar al Partit de la Independència i al Partit Progressista junts, que aleshores eren socis d'un govern de coalició. Això es produïa en un context de fortes protestes ciutadanes contra el govern i concretament del paper del Primer Ministre en els anomenats Papers de Panamà. Així, una enquesta d'opinió del MMR publicada el gener de 2016 va situar el seu suport públic en un 37,8%, molt per sobre del de tots els altres partits polítics islandesos.
Malgrat aquestes xifres i les prometedores enquestes, els Pirates van obtenir el 14.48% dels vots i deu escons, escalant a la tercera posició, una pujada important però menor al que s'esperava en els darrers mesos. A les eleccions anticipades de 2017, van descendir al 9.20%, obtenint sis diputats, resultats que van repetir aproximadament a la següent legislatura.
Més recentment, a les eleccions legislatives de 2024, els Pirates van aconseguir només el 3.02% dels vots, molt per sota del llindar i forçats a abandonar així l'Alþingi per primera vegada a la seva història.

## Resultats electorals

### Eleccions legislatives
| Any  | Vots   | %     | Escons  | +/– | Pos. | Govern            |
| ---- | ------ | ----- | ------- | --- | ---- | ----------------- |
| 2013 | 9,648  | 5.10  | 3 / 63  | New | = 6è | Oposició          |
| 2016 | 27,466 | 14.48 | 10 / 63 | 7   | 3r   | Oposició          |
| 2017 | 18,053 | 9.20  | 6 / 63  | 4   | 6è   | Oposició          |
| 2021 | 17,233 | 8.63  | 6 / 63  | =   | = 6è | Oposició          |
| 2024 | 6,411  | 3.02  | 0 / 63  | 6   | 8è   | Extraparlamentari |